# Cayoosh Pass
Der Cayoosh Pass ist ein 1275 Meter hoher Gebirgspass im Süden der Coast Mountains in der kanadischen Provinz British Columbia. Über den Pass im Squamish-Lillooet Regional District führt der Highway 99, der hier auch als Duffey Lake Road bezeichnet wird.
Nordwestlich des Passes liegen die Berge um den Cayoosh Mountain und im Südosten die Berge um den Joffre Peak. Die Berge gehören zur Lillooet Ranges, eine Unterkette der Pacific Ranges der Coast Mountains. Die nächste Gemeinde nach Westen ist Pemberton und auf dem Weg dorthin wird der Joffre Lakes Provincial Park passiert. Nach Osten ist die nächste Gemeinde Lillooet und auf dem Weg dorthin wird der Duffey Lake Provincial Park passiert.
Der Pass bildete bereits in frühgeschichtlicher Zeit einen Verbindungspfad der St'at'imc zwischen dem Lillooet Lake und dem Seton Lake. Als in Folge des Fraser-Canyon-Goldrauschs im Jahr 1865 eine Alternativroute für die Douglas Road (auch Lillooet Trail, Harrison Trail oder Lakes Route), damals einer der Hauptzuwanderungsweg zu den Goldfeldern und ins British Columbia Interior, wurde der Pass erstmal nachweislich durch Europäer erkundet. James Duffey, ein Offizier der Royal Engineers, erkundete im Auftrag des Gouverneur der Kronkolonie British Columbia James Douglas die Route 1859–1860 im Rahmen einer Neuvermessung und Rekonstruktion die Strecke. Duffey berichtete abschließend, dass der Cayoosh Pass für Planwagen zu steil sei und alle Gedanken an eine Straße auf dieser Route wurden bis ins späte 20. Jahrhundert auf Eis gelegt. Nach Duffey heißt das Teilstück des heutigen Highways 99 von Pemberton nach Osten und damit über den Cayoosh Pass auch Duffey Lake Road.